# Ángel Martín González
Ángel Martín González (Madrid, Comunidad de Madrid, España, 28 de abril de 1964) es un exfutbolista español. Jugaba de centrocampista. Actualmente es director deportivo de la SD Huesca.

## Trayectoria
Se formó en la cantera del Real Madrid, y jugó como profesional en el Osasuna, y Rayo Vallecano. Criado como futbolista en la cantera del Real Madrid, debutó con el Castilla en Segunda División en 1982, filial en el que estuvo cuatro temporadas, llegando a disputar algún partido con el primer equipo merengue. En 1986 fue traspasado al Osasuna, circunstancia que resultaría clave para su trayectoria vital como persona ya que, salvo un pequeño lapsus de dos años, en los que jugó en el Rayo Vallecano al final de su carrera, su vida ha estado anclada a Pamplona y a Osasuna durante casi 25 años. Como jugador, en el equipo rojillo militó 10 temporadas (de 1985 a 1995).

## Tras su retirada
Después de su retirada de la práctica activa del fútbol, ha ocupado diversos cargos en el Club Atlético Osasuna, como segundo entrenador de Martín Monreal, Javier Aguirre y Miguel Ángel Lotina, así como secretario técnico y director deportivo sucesivamente. Posteriormente pasó a ser el secretario técnico del Real Zaragoza y más tarde, sería secretario técnico del Real Oviedo en que estaría desde 2016 hasta abril de 2019.
El 15 de abril de 2019, es anunciando como director deportivo del Getafe CF, tras la marcha de Nico Rodríguez y firma un contrato durante tres temporadas.
El 30 de mayo de 2022, ficha como director deportivo por la SD Huesca para las siguientes tres temporadas, tras el cese de Rubén García.

## Clubes como jugador
| Club                       | País   | Año       |
| -------------------------- | ------ | --------- |
| Real Madrid Castilla C. F. | España | 1982-1986 |
| C. A. Osasuna              | España | 1986-1995 |
| Rayo Vallecano de Madrid   | España | 1995-1997 |

## Clubes como entrenador o director deportivo
| Club                                                 | País   | Año       |
| ---------------------------------------------------- | ------ | --------- |
| CA Osasuna (Segundo entrenador y director deportivo) | España | 1998-2013 |
| Real Zaragoza (Director deportivo)                   | España | 2014-2016 |
| Real Oviedo (Director deportivo)                     | España | 2016-2019 |
| Getafe CF (Director deportivo)                       | España | 2019-2022 |
| SD Huesca (Director deportivo)                       | España | 2022-     |